# Mortal Kombat: Shaolin Monks
Mortal Kombat: Shaolin Monks è un videogioco per PS2 e Xbox uscito nel 2005, spin-off della serie Mortal Kombat, assieme a Mortal Kombat Mythologies: Sub-Zero e Mortal Kombat: Special Forces condivide la struttura di picchiaduro a scorrimento; a differenza dei due predecessori, ha ricevuto una buona accoglienza da parte di pubblico e critica ed è stato anche il primo gioco della serie Mortal Kombat a essere doppiato in italiano.

## Trama
Il gioco si svolge tra i primi due capitoli di Mortal Kombat. Liu Kang, Sonya Blade, Sub-Zero, Kano, Johnny Cage, Scorpion e Reptile stanno combattendo in un dojo sotto gli occhi di Shang Tsung, finché Liu Kang lo attacca. Non potendo difendersi, lo stregone gli manda contro la sua guardia del corpo, il gigantesco Goro. Liu Kang lo affronta finché arriva Kung Lao, che si unisce alla lotta contro Goro. Liu Kang allora attacca Tsung e i due iniziano a battersi, finché il dojo inizia a crollare. Appare Raiden che permette agli eroi di fuggire, ma Liu Kang e Kung Lao non riescono a fuggire in tempo e precipitano nella tana di Goro, dalla quale riescono poi a scappare.
Liu Kang ha dunque vinto il primo Mortal Kombat, ma Shang Tsung ne propone un altro nell'Outworld. A seguito di un'invasione di Tarkatan, Raiden accetta di far partecipare anche i guerrieri della Terra. Da lì inizia un'avventura che porta i protagonisti a sconfiggere Shang Tsung e Shao Kahn per poter salvare il loro regno. Durante la loro avventura, i due monaci shaolin vagano nei reami e uccidono in ordine Jade, Reptile, Baraka, Goro, Scorpion, Kano, Ermac, Shang Tsung e Kintaro per indebolire il potere di Shao Kahn. Infine si battono contro l'imperatore dell'Outworld, lo sconfiggono e salvano il regno della Terra. Dopo che Raiden, Kung Lao e Liu Kang si allontanano dopo aver sconfitto Shao Kahn, Quan Chi prende il suo amuleto poco prima dei titoli di coda.

## Personaggi
Il gioco permette di utilizzare all'inizio solo due personaggi per la modalità Storia, ovvero Liu Kang e Kung Lao. Scorpion e Sub Zero possono essere sbloccati solo successivamente.
- Liu Kang, monaco shaolin, campione del Mortal Kombat.
- Kung Lao, ex-monaco Shaolin che cerca vendetta contro Goro, avendo egli ucciso il suo omonimo antenato.
- Scorpion, campione degli dei anziani e servitore di Shao Khan, sbloccato dopo aver finito la modalità storia con Liu Kang.
- Sub-Zero, guerriero delle terre desolate che dopo uno scontro aiuterà il giocatore a trovare Goro, sbloccato dopo aver finito la modalita storia con Kung Lao.

È possibile inoltre sbloccare altri 4 personaggi, da utilizzare esclusivamente nella modalità Versus:
- Kitana, figliastra di Shao Kahn e in seguito alleata dei guerrieri della terra.
- Johnny Cage, famoso attore hollywoodiano esperto di arti marziali.
- Baraka, generale delle truppe tarkatan.
- Reptile, rettile antropomorfo e alleato di Shang Tsung.

I boss presenti nel gioco da sconfiggere sono: Jade, Mileena, Kitana, Reptile, Baraka, Orochi Hellbeast, Goro, Scorpion, Shang Tsung, Kintaro e Shao Kahn. Sono inoltre presenti due boss segreti: Kano ed Ermac.
Oltre ai boss, diversi personaggi della saga fanno un cameo, tra cui Noob Saibot (in fuga da suo fratello Kuai Liang, il secondo Sub-Zero), Kabal (senza maschera e imprigionato in una gabbia da cui è possibile liberarlo), Smoke (il quale offre diverse sfide al completamento delle quali è possibile giocare a Mortal Kombat II), Sonya Blade (che appare per la prima volta nella sequenza iniziale del gioco) e Jax Briggs (che apparirà anche per aiutare Liu Kang/Kung Lao a sconfiggere Kano).

## Doppiaggio
| Personaggio        | Doppiatore originale | Voce italiana        |
| ------------------ | -------------------- | -------------------- |
| Liu Kang           | ?                    | Alberto Olivero      |
| Kung Lao           | ?                    | Luigi Rosa           |
| Raiden             | ?                    | Roger Mantovani      |
| Johnny Cage        | ?                    | Massimo Di Benedetto |
| Sonya Blade        | ?                    | ?                    |
| Shang Tsung        | ?                    | Riccardo Rovatti     |
| Kitana             | Lita Lopez           | Renata Bertolas      |
| Reptile            | ?                    | Marco Balzarotti     |
| Mileena            | Lita Lopez           | Renata Bertolas      |
| Jax Briggs         | ?                    | Ciro Imparato        |
| Sub-Zero           | Rom Barkhordar       | Antonio Paiola       |
| Baraka             | ?                    | ?                    |
| Shao Kahn          | ?                    | Gianni Gaude         |
| Scorpion           | Ed Boon              | Ciro Imparato        |
| Voce negli scontri | ?                    | Gianni Gaude         |
| Voce narrante      | ?                    | Ciro Imparato        |

## Accoglienza
| Testata                          | Versione | Giudizio               |
| -------------------------------- | -------- | ---------------------- |
| GameRankings (media al 7-8-2010) | Xbox     | 80.64% (42 recensioni) |
| GameRankings (media al 7-8-2010) | PS2      | 79.10% (47 recensioni) |
| 1UP.com                          | -        | B+                     |
| GameSpot                         | -        | 7.5/10.0               |
| IGN                              | -        | 8/10                   |
| TeamXbox                         | -        | 8.7/10                 |
| X-Play                           | -        | 3/5                    |

Le copie vendute di Mortal Kombat: Shaolin Monks sono state oltre un milione, e il gioco di per sé ha ricevuto complessivamente un'accoglienza positiva. Su GameRankings, ha ricevuto voti medi del 79.10% e del 80.64% rispettivamente per le versioni PlayStation 2 e Xbox. Il gioco è stato lodato dalla critica per la transazione del franchise in un divertente gioco d'azione, e si è notato come il gameplay possiede gli stessi movimenti della serie classica di Mortal Kombat, tra cui le Fatality e l'esecuzione delle combo. La modalità cooperativa si è distinta per dare ai giocatori l'accesso a bonus nascosti, ma allo stesso tempo è stata criticata per aver reso impossibile continuare a giocare in giocatore singolo. Shaolin Monks è stato uno dei cinque giochi nominati da GameSpot per il premio del Gioco Più Sorprendente del 2005.

## Sequel
In programma vi erano un sequel basato su Scorpion e Sub-Zero, Mortal Kombat: Fire & Ice, e un remake nel 2013. Questo primo titolo, però, è stato annullato a causa di problemi finanziari da parte della Midway, mentre il secondo non è stato neanche annunciato.
In Mortal Kombat (2011), nella Torre delle Sfide, i livelli 30, 60, 90, 120, 180, 210 s'intitolano Shaolin Monks e i protagonisti giocabili in tag team sono Liu Kang e Kung Lao.
In Mortal Kombat 11 (2019) un capitolo della storia s'intitola Shaolin Monks e i protagonisti giocabili sono Liu Kang e Kung Lao.